# Réserve naturelle nationale de la haute vallée de la Séveraisse
La réserve naturelle nationale de la haute vallée de la Séveraisse (RNN11) est une réserve naturelle nationale située dans le département des Hautes-Alpes. Couvrant une surface de 155 hectares, la réserve naturelle a été créée en 1974 pour servir de zone tampon au Parc national des Écrins.

## Localisation

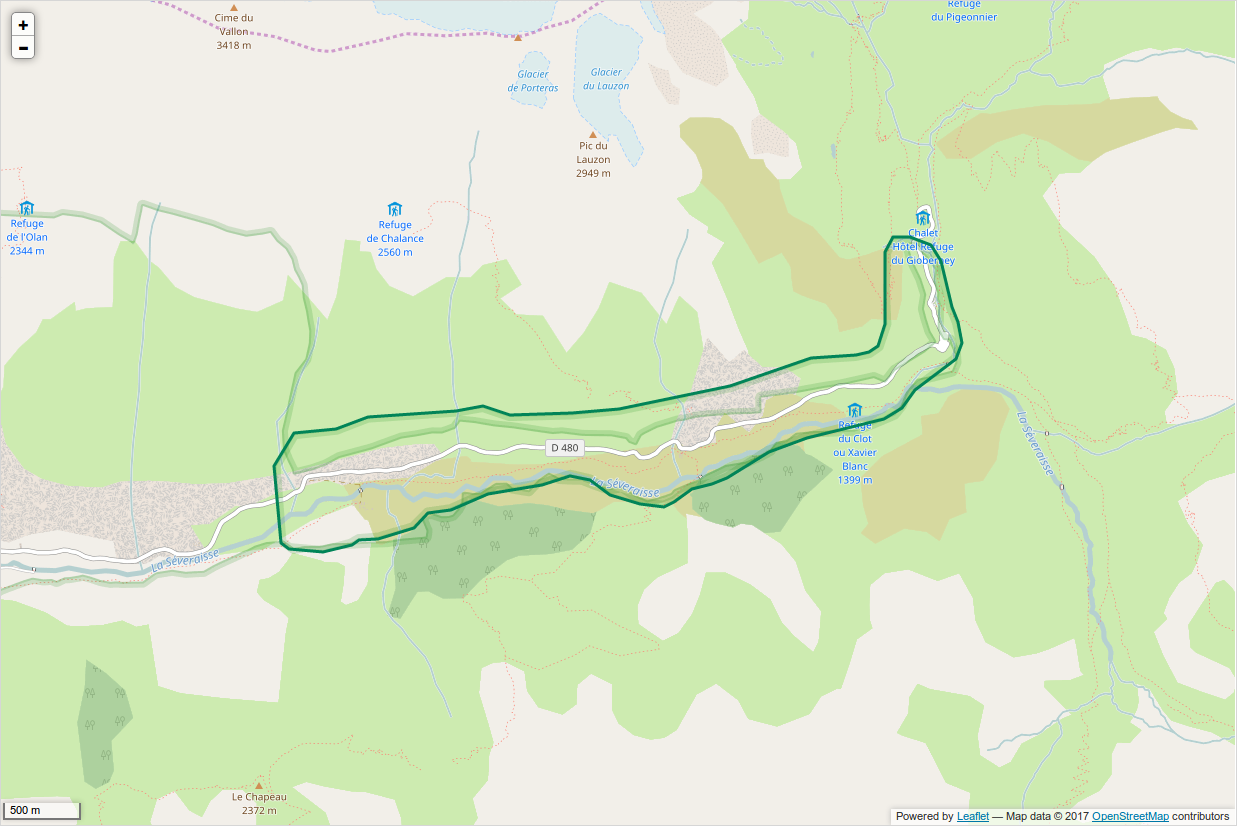
Périmètre de la réserve naturelle.

Le territoire de la réserve naturelle est en Provence-Alpes-Côte d'Azur dans le département des Hautes-Alpes sur la commune de La Chapelle-en-Valgaudemar. Dominé au nord par le Pic du Lauzon, il est accolé à l'ouest du Parc national des Écrins et s'étage entre 1 150 m et 1 600 m. Il a grossièrement la forme d'un rectangle de 4 km de long sur 0,7 km de large s'étalant d'est en ouest.

## Histoire du site et de la réserve

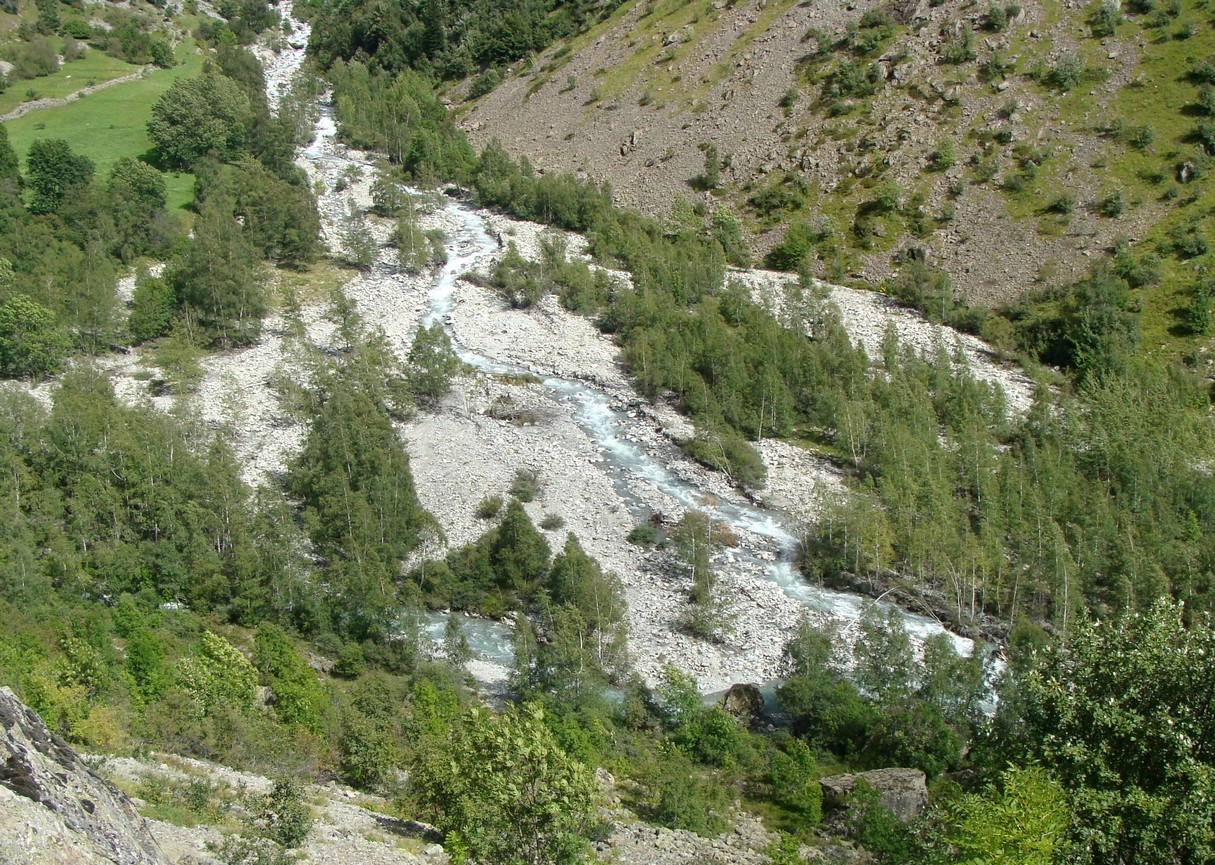
La Séveraisse

La réserve naturelle de la haute vallée de la Séveraisse fut mise en place en 1974 en même temps que celles des hautes vallées du Vénéon, du Béranger et de Saint-Pierre pour servir de zone tampon au Parc national des Écrins.

## Écologie (biodiversité, intérêt écopaysager…)
Le site comprend essentiellement le fond de vallée de la Séveraisse. Il inclut la rivière et son lit ainsi que la ripisylve qui la borde. Des zones rocheuses périphériques sont également dans le site.

### Flore
La flore comprend la végétation habituelle des bords de rivières (aulnes). Parmi les espèces patrimoniales, on compte la Gagée de Liotard ainsi que les Primevères farineuse et du Piémont.

### Faune

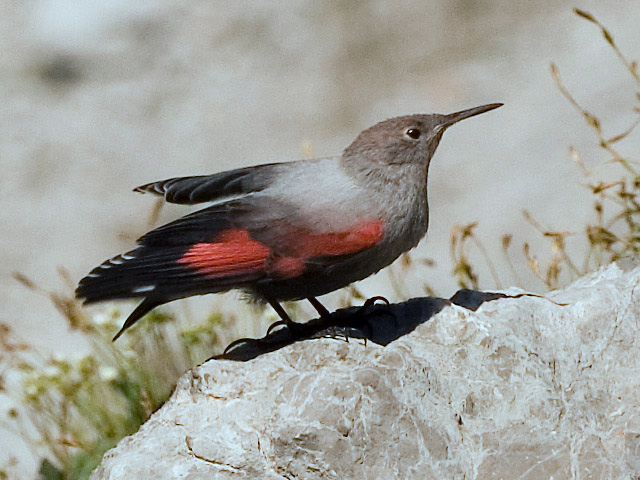
Tichodrome échelette

Les mammifères comptent 14 espèces dont le Chamois et la Marmotte. L'avifaune comprend 44 espèces nicheuses dont la Perdrix bartavelle et le Tichodrome échelette. On trouve aussi 2 espèces de reptiles.
Dans les insectes, mentionnons aussi la Cigale des montagnes.

## Intérêt touristique et pédagogique
Des sentiers de randonnée pédestre traversent la réserve naturelle. Le Refuge du Clot - Xavier Blanc est inclus dans la réserve naturelle.

## Administration, plan de gestion, règlement
La réserve naturelle est gérée par le Parc national des Écrins.

### Outils et statut juridique
La réserve naturelle a été créée par un décret du 15 mai 1974.